# Seznam alternativních distribucí Androidu
Toto je nekompletní seznam významných alternativních distribucí (custom ROM, alternativního firmware) operačního systému Android.
Seznam neobsahuje distribuce, které jsou předinstalované na zařízení (stock ROM) nebo jejich modifikace.

## Tabulka ROM
| Jméno                            | Vývojář                                        | Open Source? | Poslední verze      | Verze Androidu    | Rok první verze | Podporovaná zařízení | Poznámky                  |
| -------------------------------- | ---------------------------------------------- | ------------ | ------------------- | ----------------- | --------------- | -------------------- | ------------------------- |
| AOKP (Android Open Kang Project) | Team Kang                                      | Ano          | mm                  | 6.0 Marshmallow   | 2011            | 89                   | Postaveno na CyanogenModu |
| CyanogenMod                      | open-source komunita CyanogenMod, Cyanogen Inc | Ano          | 13.0 Nightly        | 6.0.1 Marshmallow | 2009            | 276                  | ukončen v prosinci 2016   |
| Hive ROM                         | Xolo (Lava International)                      | Ne           | 5.1.1               | 5.1.1 Lollipop    | 2014            | 4                    |                           |
| LeWa OS                          | Lewa Technology                                | Ne           | OS 7 beta           | 5.1.1 Lollipop    | 2011            |                      |                           |
| LineageOS                        | open-source komunita                           | Ano          |                     |                   | 2016            |                      | nástupce CyanogenMod      |
| MIUI                             | Xiaomi Tech                                    | Částečně     | 6.2.4               | 6.0.1 Marshmallow | 2010            | 257[zdroj⁠?!]         |                           |
| OmniROM                          | komunita OmniROM                               | Ano          | Android 6.0 Nightly | 6.0 Marshmallow   | 2013            | 35                   |                           |
| Paranoid Android                 | Paranoid Android Team                          | Ano          | 6.0                 | 6.0.1 Marshmallow | 2012            | 48                   |                           |
| Replicant                        | Denis Carikli, Paul Kocialkowski               | Ano          | 4.2                 | 4.2 Jelly Bean    | 2011            | 10                   | Postaveno na CyanogenModu |